# غاريث شو
غاريث شو (14 فبراير 1982 في جزر كوك - ) (بالإنجليزية: Gareth Shaw)‏ هو لاعب كريكت نيوزلندي.